# Лютри
Лютри (пол. Lutry, нім. Lautern) — село в Польщі, у гміні Кольно Ольштинського повіту Вармінсько-Мазурського воєводства.
Населення — 498 осіб (2011).
У 1975-1998 роках село належало до Ольштинського воєводства.

## Демографія
Демографічна структура станом на 31 березня 2011 року:
|          | Загалом | Допрацездатний вік | Працездатний вік | Постпрацездатний вік |
| -------- | ------- | ------------------ | ---------------- | -------------------- |
| Чоловіки | 249     | 43                 | 178              | 28                   |
| Жінки    | 249     | 48                 | 151              | 50                   |
| Разом    | 498     | 91                 | 329              | 78                   |